# Auf dem Weg – Wenn Begegnungen verändern
Auf dem Weg – Wenn Begegnungen verändern ist ein deutscher Dokumentarfilm von Salima Oudefel und Timo Götz, der ihre dreijährige Reise durch Asien, mit dem Schwerpunkt Sri Lanka, dokumentiert. Die Filmpremiere fand am 16. Juli 2021 als Open-Air-Kino in Bad Schwalbach statt.

## Produktion
Der Dokumentarfilm wurde nach der Rückkehr von Salima Oudefel und Timo Götz aus eigenen finanziellen Mitteln erstellt. Insgesamt kamen innerhalb der drei Jahre ihrer Reise über 300 Stunden an Videomaterial zusammen. Für den Schnitt des Films stand ihnen Marco Hülser zur Seite.

## Inhalt
Im November 2016 zog das Paar, Salima Oudefel und Timo Götz, mit seiner damaligen fünf Monate jungen Tochter los. Der Weg führte nach Asien. Sie reisten durch die Länder Malaysia, Thailand, Kambodscha, Indien und Sri Lanka, wo sie ihre zweite Heimat fanden. Dort lernten sie am intensivsten die Menschen und ihre Geschichten kennen.
Während der Reise wurde Salima Oudefel schwanger. Das Paar entschied sich, die Reise fortzusetzen. Durch die verschiedenen Kulturen und Freundschaften auf der Reise erhielt die Familie tiefe Einblicke in das Leben der Menschen vor Ort und das Verständnis, dass jeder Mensch seine eigene Geschichte hat, die es wert ist, erzählt zu werden. Die zweite Tochter wurde gegen Ende der Reise in Indonesien geboren. Im November 2019 kehrte die Familie nach Deutschland zurück.